# Jan Mehlum
Jan Mehlum, född 1 januari 1945 i Tønsberg, är en norsk författare. 
Mehlum är utbildad ekonom och sociolog vid Universitetet i Oslo. Han har varit lärare och samhällsforskare. Mehlum debuterade litterärt 1996 med kriminalromanen Gyldne tider. 
Han har senare utgivit ett flertal böcker om sin detektiv, Tønsbergadvokaten Svend Foyn. Böckerna är översatta till svenska, nederländska och tyska.
Mehlums romaner En nødvendig død och Den siste dansen är dramatiserade för NRK Radioteateret.